# Hildur Larsson Sammallahti
Hildur Augusta Larsson Sammallahti, född 9 september 1882 i Kalix, död 3 maj 1952 i Finland, var en svensk-finländsk fotograf.
Hildur Larsson var dotter till Nils Petter Larsson och Johanna Margreta Larsson. Hon lärde till fotograf vid Mia Greens ateljé i Haparanda samt i Södertälje.
Hon satte upp en fotoateljé i Rovaniemi 1905, vilken var ortens första, och senare en också i Kemijärvi. Hon arbetade främst som studiofotograf, men tog också fotojournalistiska bilder från Rovaniemi och naturbilder från resor i finländska Lappland. I Rovaniemi lärde hon upp fotografen Lyyli Autti (1898–1950). Efter att 1916 ha gift sig med Eelis Sammallahti (1884–1956), flyttade hon till en by i Lappland, fick två barn och slutade fotografera. 
Hildur Larsson var farmor till den finländske fotografen Pentti Sammallahti och till den finländsk språkvetaren Pekka Sammallahti.